# 沈阳边业银行大楼
沈阳边业银行大楼是边业银行在沈阳市建造的分行大楼，该建筑目前为沈阳金融博物馆。目前，边业银行大楼是第四批全国重点文物保护单位——张学良旧居项目之一。

## 历史沿革
边业银行最初由北洋政府西北筹边使徐树铮于1919年提议创立，旨在通过在库伦设立金融机构，以发展边疆经济。因其宗旨在于“开发边疆实业”，故定名为边业银行。边业银行于1920年9月正式成立，为官商合办性质，但成立初期经营状况并不理想。
1924年，由于时局动荡，金融市场萎缩，边业银行业务陷入困境。此时，奉系军阀张作霖出资收购，银行重组为私营性质。1924年12月10日边业银行完成交接，旧边业银行宣告解散。1925年4月10日，新边业银行正式成立，任命张作霖的长子张学良为总经理，实际上成为张氏父子的私人银行。
1925年11月，第二次直奉战争期间，奉军将领郭松龄倒戈反奉，使张学良意识到将银行总部设于山海关内存在风险。为加强控制，张学良决定将边业银行迁往奉系大本营。民国十五年（1926年）6月1日，边业银行总行正式迁至奉天市大南门内。此后，边业银行凭借雄厚的资本实力迅速发展，在全国各地设立分支机构达28处，发行“边业券”，与东三省官银号并驾齐驱，成为东北地区规模最大的银行之一，对当时东北的金融和经济具有举足轻重的影响。九一八事变后，边业银行的机构被日军查封，资产等则被满洲中央银行接收。
1996年，边业银行旧址与张学良旧居一起被列入第四批全国重点文物保护单位。随后，沈阳市在边业银行旧址大楼上筹建沈阳金融博物馆，该博物馆于2006年12月1日正式对外开放，并由张氏帅府博物馆负责日常管理。目前，沈阳金融博物馆对游客开放的展览面积约为5100平方米，展出珍贵文物近 6000件，设置有边业银行复原陈列、东北金融发展史、货币的故事、世界证券交易展示厅四大主题展区。

## 建筑
边业银行大楼始建于1926年，占地4967平方米，采用钢筋混凝土混合结构，地下设一层金库，地上主体两层，局部三层。建筑正立面呈现18世纪流行于欧洲的古典复兴主义风格。建筑基座之上设有门廊，由六根贯通两层的爱奥尼式（Ionic Order）巨柱支撑，柱体均由整块花岗岩雕刻而成。三层设有挑台，其上立有六根较小的爱奥尼柱式承托屋檐。外墙通体采用假石贴面，一层窗楣、窗套及建筑转角处均有线脚装饰。建筑在西式风格中融入了中国传统文化元素。例如，在立面壁柱的柱头、上下窗间墙以及檐部的浮雕装饰中，均采用了梅花图案作为符号，被视为中西建筑文化结合的范例。建筑内部布局兼顾了寒带气候与中国传统空间理念。为应对沈阳漫长寒冷的冬季，建筑内部围绕天井和院落进行布局，形成了四个独立的院落空间，确保了各房间与走廊均有良好的自然采光。营业大厅的屋顶采用了玻璃天窗，在引入充足光线的同时，也利于冬季保温。建筑其余三面外墙则采用沈阳本地烧制的红砖砌筑，体现了对地方材料的运用。